# ما دیگر اینجا زندگی نمی‌کنیم
ما دیگر اینجا زندگی نمی‌کنیم (به انگلیسی: We Don't Live Here Anymore) فیلمی محصول سال ۲۰۰۴ و به کارگردانی جان کورآن است. در این فیلم بازیگرانی همچون مارک روفالو، لورا درن، پیتر کراوزه، نائومی واتس ایفای نقش کرده‌اند.